# 羽田野次郎
羽田野 次郎（はたの じろう、1903年（明治36年）2月26日 - 1988年（昭和63年）4月29日）は、昭和期の農業協同組合指導者、政治家。衆議院議員。旧姓・前田。

## 経歴
大分県大野郡緒方村（緒方町を経て現豊後大野市）で、篤農家・前田弥三郎の二男として生まれる。大分県立竹田中学校（現大分県立竹田高等学校）を経て、1928年（昭和3年）長崎高等商業学校（現長崎大学）を卒業した。
同郷の羽田野ワキと結婚して羽田野に改姓し、東京市役所に勤務。その後帰郷し、教員、産業組合理事を務めたが、病のため療養した。
1946年（昭和21年）緒方村農地委員会長に就任し、大分県農地委員、緒方村助役を歴任。緒方村農業協同組合長、大分県農業協同組合連絡協議会長を務め、1948年（昭和23年）農協五連（信用、購買、販売、指導、厚生）結成発起人会総代表となり各連合会の結成に尽力し、大分県信用農業協同組合連合会長に就任した。
1949年（昭和24年）1月の第24回衆議院議員総選挙で大分県第1区から無所属で出馬して当選し、衆議院議員に1期在任した。この間、農民協同党書記長、協同党書記長を務めた。1952年（昭和27年）10月の第25回総選挙には立候補せず政界を引退した。
その後、大分県農業協同組合中央会長などを務めた。また、大分県社会福祉協議会長、別府整肢園理事長、大分県糸口学園理事長、太陽の家理事などを務め社会福祉事業に貢献。その他、別府大学理事に在任し、九州伝票印刷を創設しインタープリンツに改称して同会長を務めた。

## 伝記
- 波多野正憲『羽田野次郎：追悼集』羽田野次郎追悼集刊行事務局、1990年。